# Mariano Boedo (Formosa)
Mariano Boedo é um município da Argentina, localizada na província de Formosa